# Parc Nacional de les Cavernes de Carlsbad
El Parc Nacional de les Cavernes de Carlsbad (Carlsbad Caverns National Park) és un jaciment arqueològic prehistòric que es troba a les Muntanyes Guadalupe al sud-est de Nou Mèxic als Estats Units.
El parc va ser creat per a preservar la caverna Carlsbad i altres cavernes més petites sorgides al Permià. El parc comprèn 83 coves independents incloent la Cova Lechuguilla, la cova calcària més profunda i la tercera en longitud dels Estats Units, amb 489 metres de profunditat. La caverna de Carlsbad conté una de les cambres subterrànies més profundes del món. Es pot accedir a ella tant individualment com en visites guiades durant tot l'any. Els visitants poden accedir a la cova a través de la seva entrada principal o a través d'un ascensor, pel qual ha d'abandonar la cova tothom.
Carlsbad va ser primer un monument nacional, establert per proclamació del president Calvin Coolidge el 25 d'octubre de 1923. El Congrés el va fer parc nacional el 14 de maig de 1930.
El 6 de desembre de 1995 la UNESCO el declarà Patrimoni de la Humanitat. Aproximadament dos terços del parc han estat declarats zona salvatge (Wilderness Area) per a evitar així qualsevol canvi en l'hàbitat.
El parc està obert durant tot l'any excepte el dia de Nadal, però la majoria de visitants arriben durant els mesos d'estiu així com durant els caps de setmana i altres vacances. Gener és el mes amb menys visites i el major nombre de visitants arriben durant el cap de setmana posterior al dia de la Independència dels Estats Units. L'entrada al parc es fa a través de l'autopista federal 62/180 aproximadament a 29 quilòmetres al sud de la localitat de Carlsbad.

## Geologia

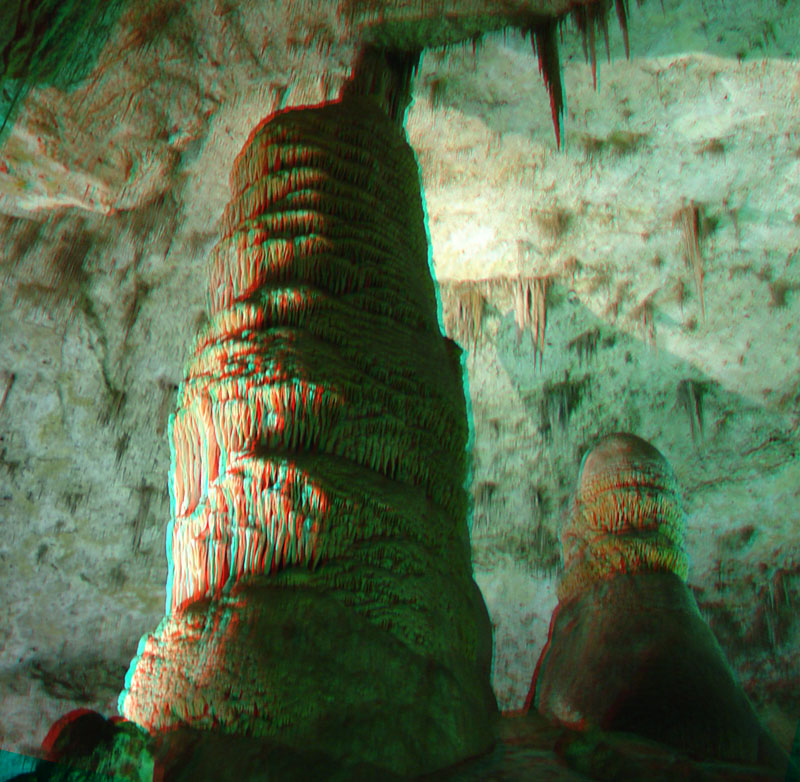
Imatge en 3D de les coves de Carlsbad.

La història de la caverna de Carlsbad comença fa 250 milions d'anys amb la creació d'un escull de 600 quilòmetres de longitud en un mar interior que cobria la zona. Aquest escull es va formar a partir d'esponges, algues, conquilles i calcita precipitada. El mar es va evaporar i l'escull es va anar cobrint de sals i guix.
Uns milions d'anys més tard, l'elevació del terreny i l'erosió de l'àrea van començar a descobrir l'escull enterrat. L'aigua, de caràcter àcid a causa de l'aire i el sòl de la zona va ser penetrant en l'escull dissolent la calcària, començant així el procés que va crear les grans cambres subterrànies. AL mateix temps, el sulfur d'hidrogen va anar ascendint des dels grans dipòsits de gas i petroli del fons de l'antic escull. Aquest gas es va dissoldre en les aigües subterrànies formant àcid sulfúric. El gran poder corrosiu d'aquesta substància explica l'existència dels amplis corredors. La zona de l'escull exposada a la superfície forma actualment part de les muntanyes Guadalupe.
La decoració de la caverna de Carlsbad amb estalactites i estalagmites va començar fa més de 500 mil anys. Es van anar creant a poc a poc, gota a gota durant una època en la qual el clima exterior era fred i humit. La creació de cada formació depenia de la filtració d'aigua a través de la roca calcària. AL caure cada gota, anava absorbint diòxid de carboni de l'aire i el sòl, creant una espècie de pluja àcida. Durant la seva filtració a través de la roca, l'acidesa anava dissolent la calcària, absorbint la gota una petita quantitat de calcita. Una vegada arribada a la gruta, el monòxid de carboni s'evaporava en l'aire de la cova i la gota no era capaç de seguir mantenint la calcita dissolta, pel que s'anava dipositant aquest mineral en petits cristalls de calcita. Bilions i bilions de gotes més tard, es van crear les formacions. En aquells llocs que les gotes romanien un període pegades al sostre, s'anaven formant estalactites, mentre que en aquells que queien ràpidament al sòl es van formar estalagmites. En algunes ocasions es van unir les estalactites i estalagmites formant columnes.

## Exploració recent
El parc atrau a moltes persones interessades a descobrir els misteris que recull. Equips d'espeleòlegs continuen descobrint noves porcions de la gruta. En 1966 es va trobar la Guadalupe Room la segona càmera més gran de la gruta.El 1982 es va trobar el Bifrost Room i l'any 1993 la Chocolate High.

## Imatges

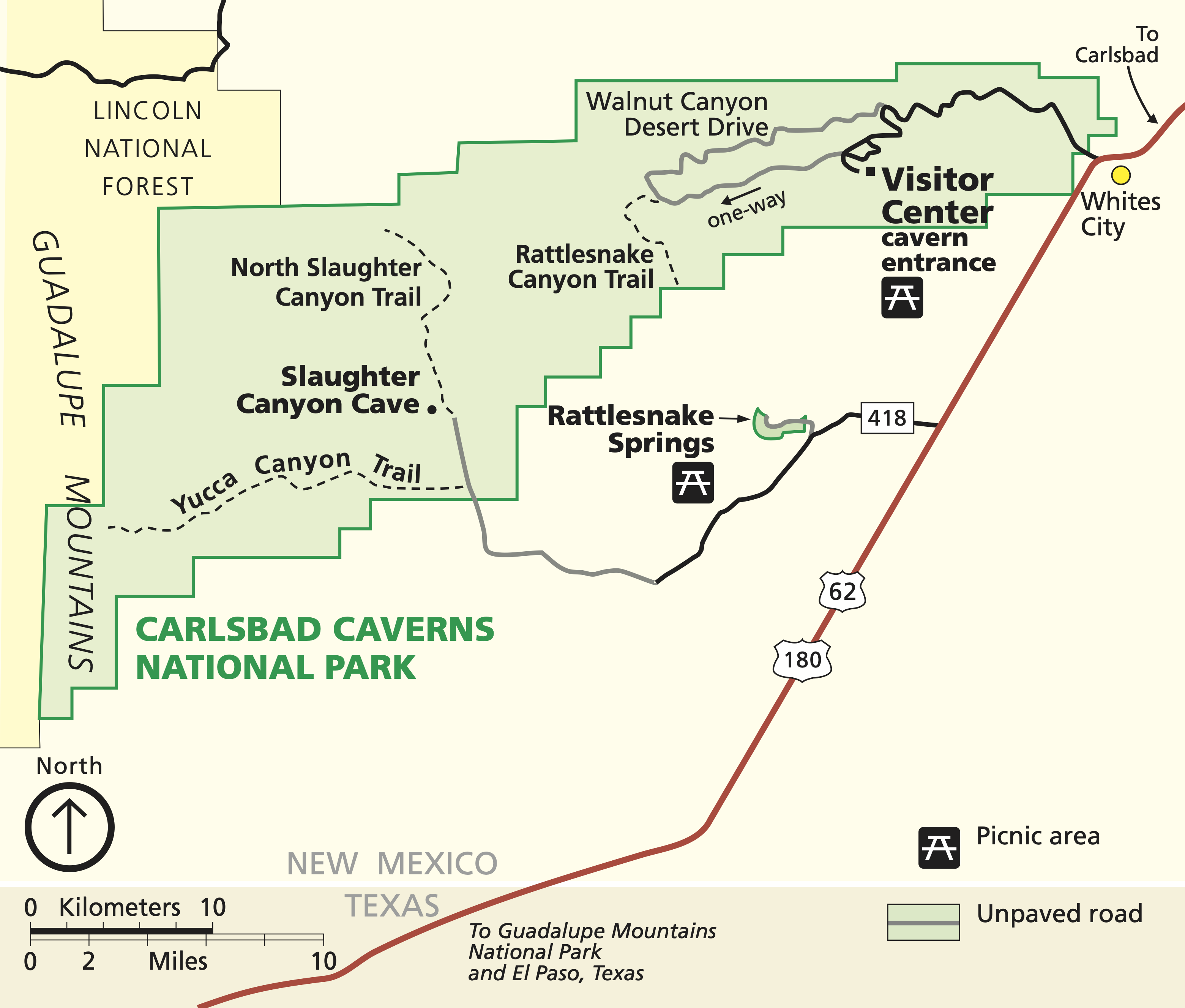
Mapa del parc
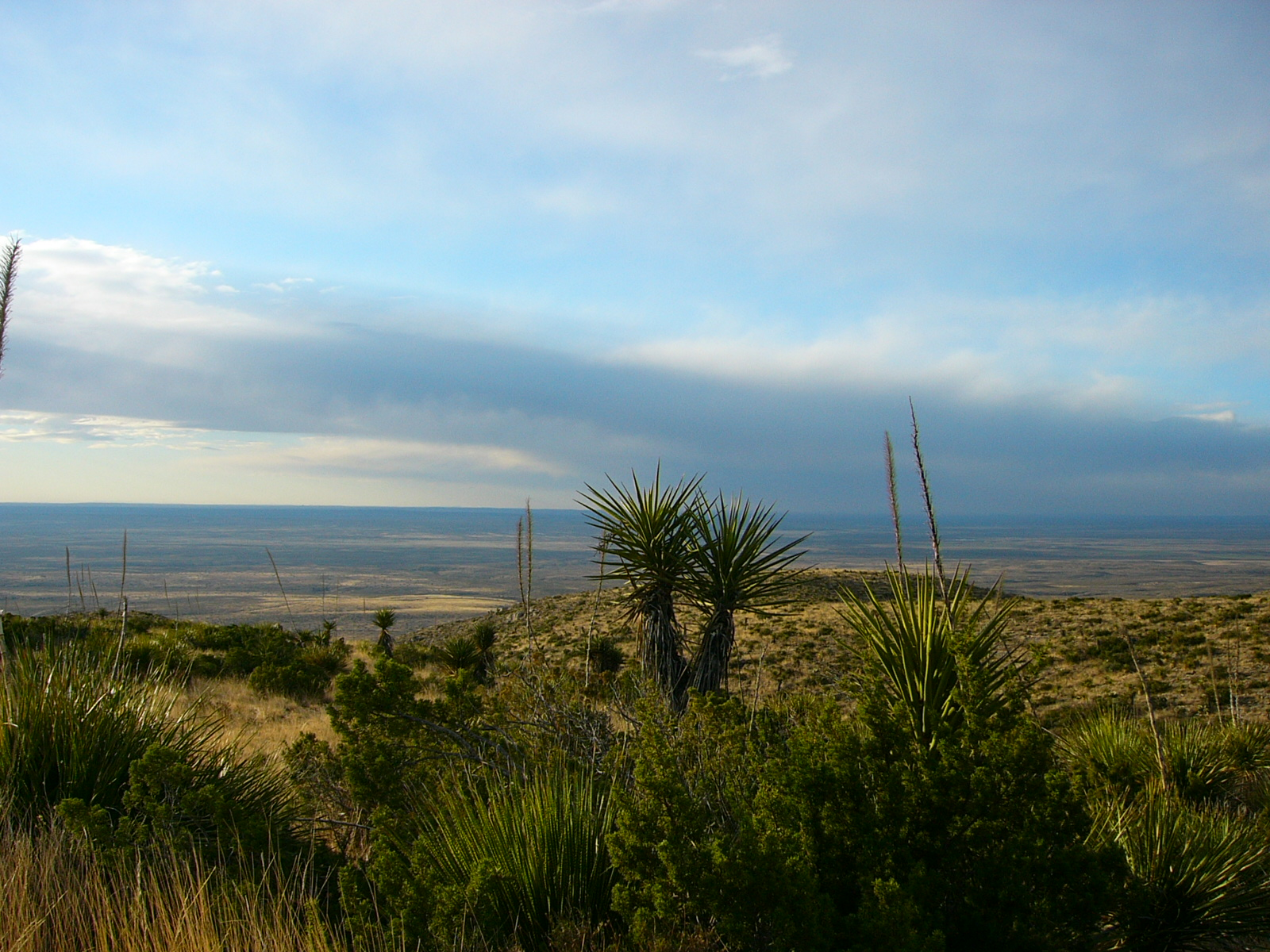
Entrada a les coves
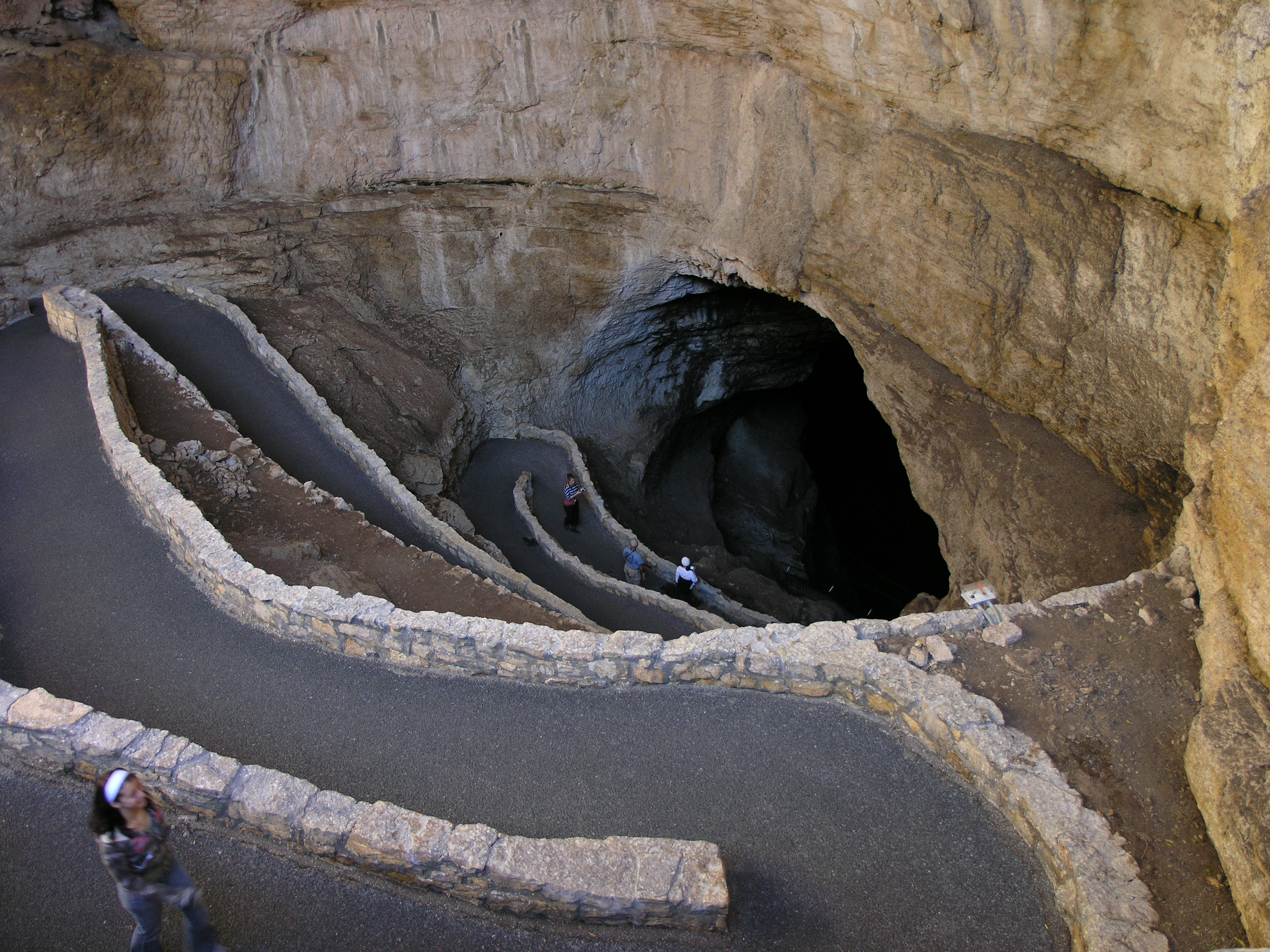
Camí d'entrada a les coves
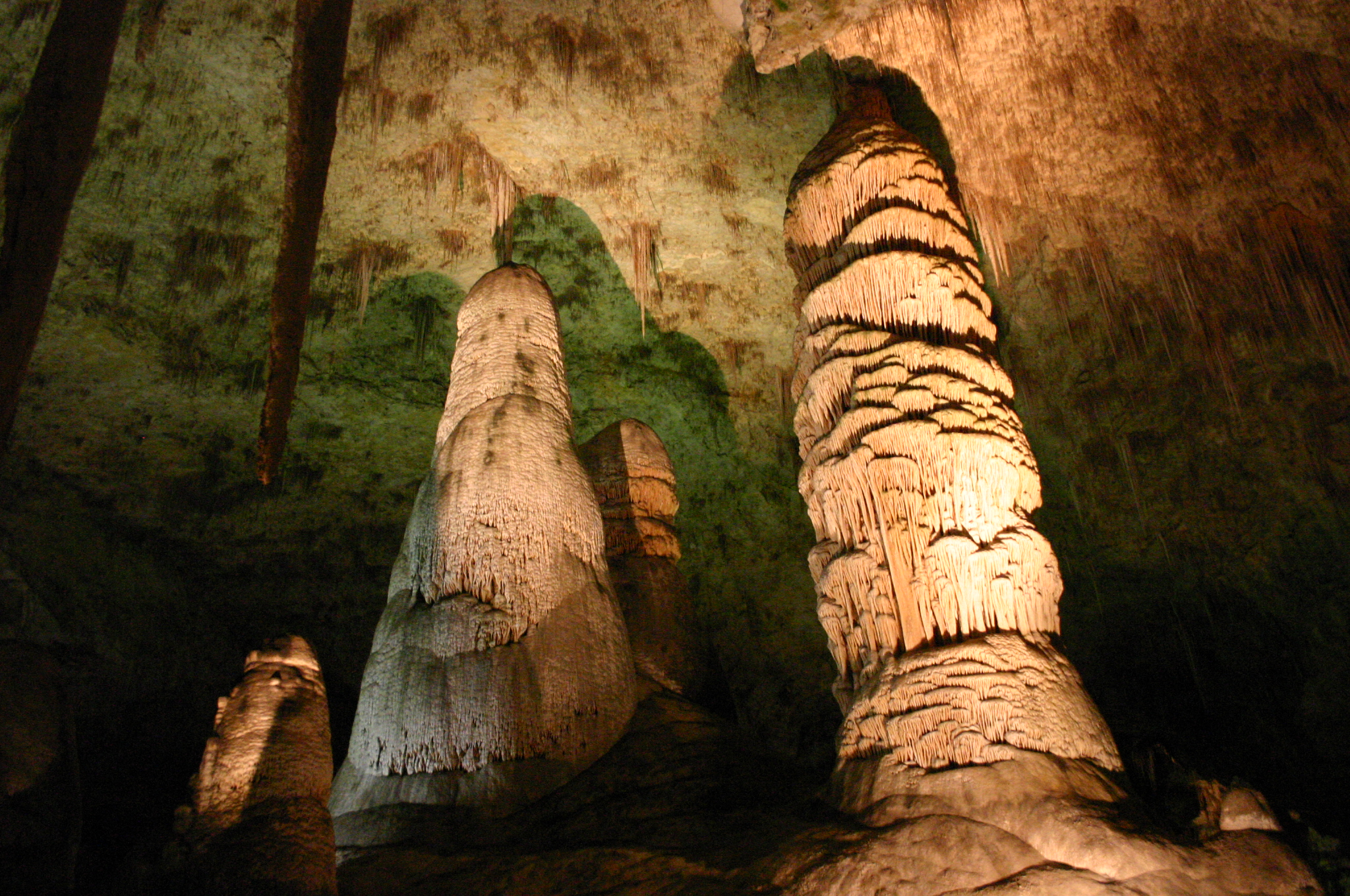
Big Room
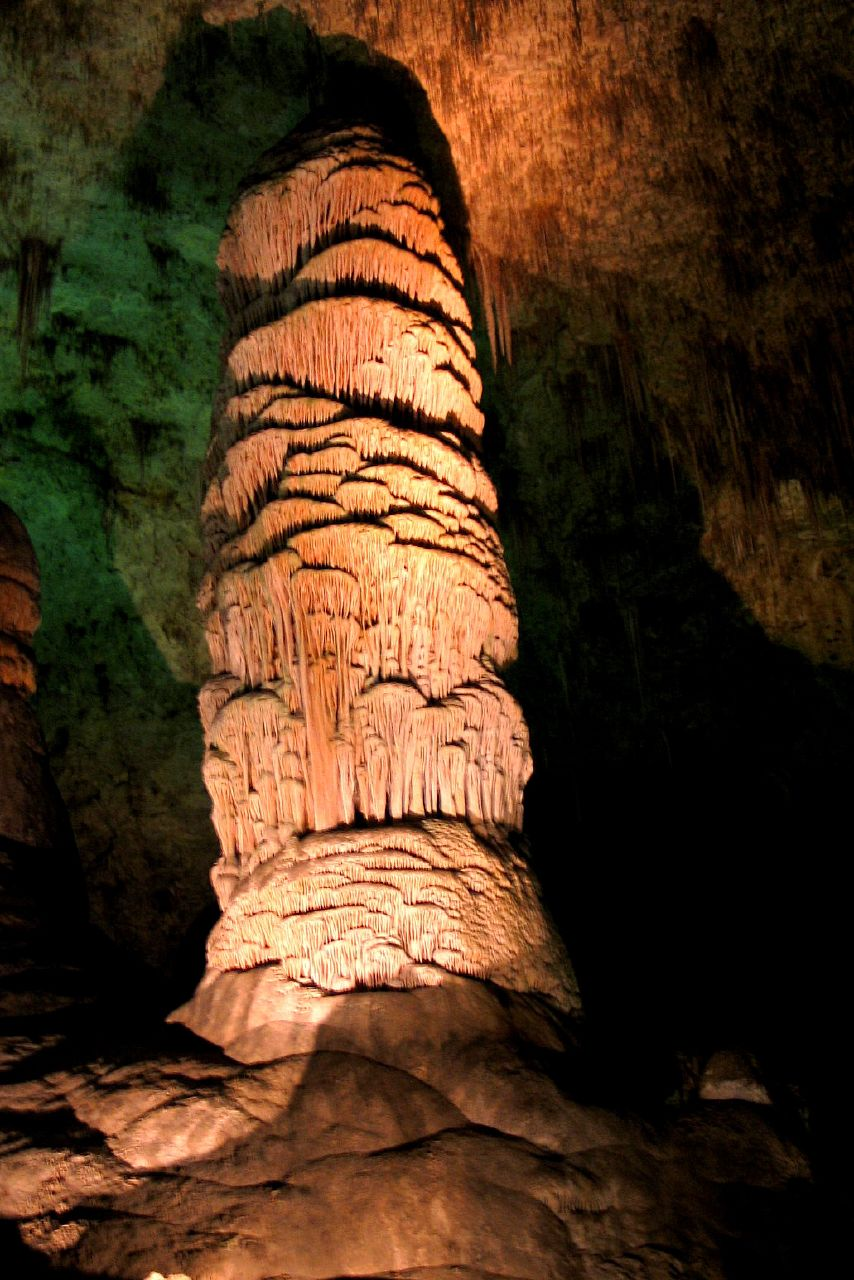
Big Room
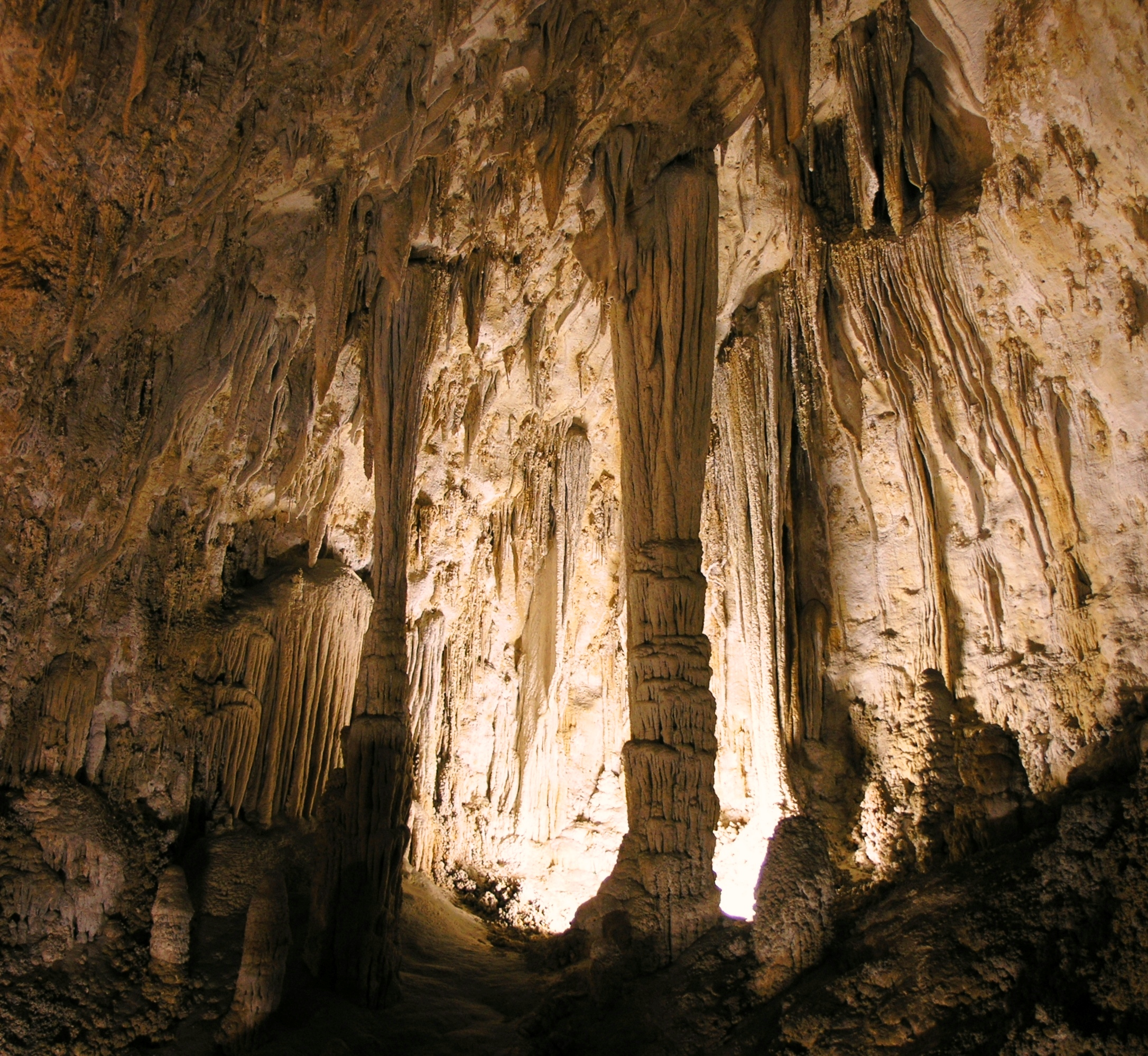
Imatge de la cova
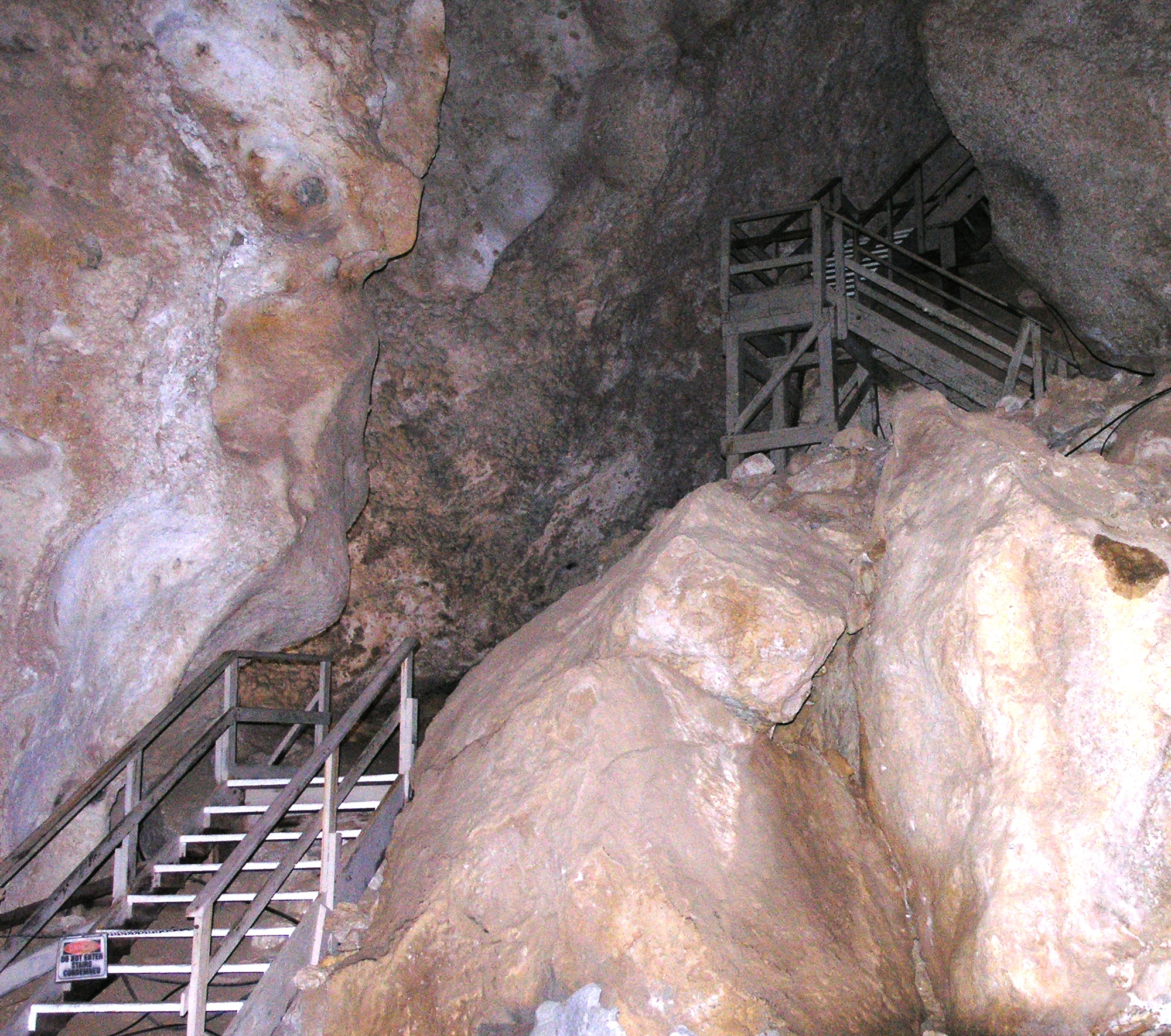
Antigues escales
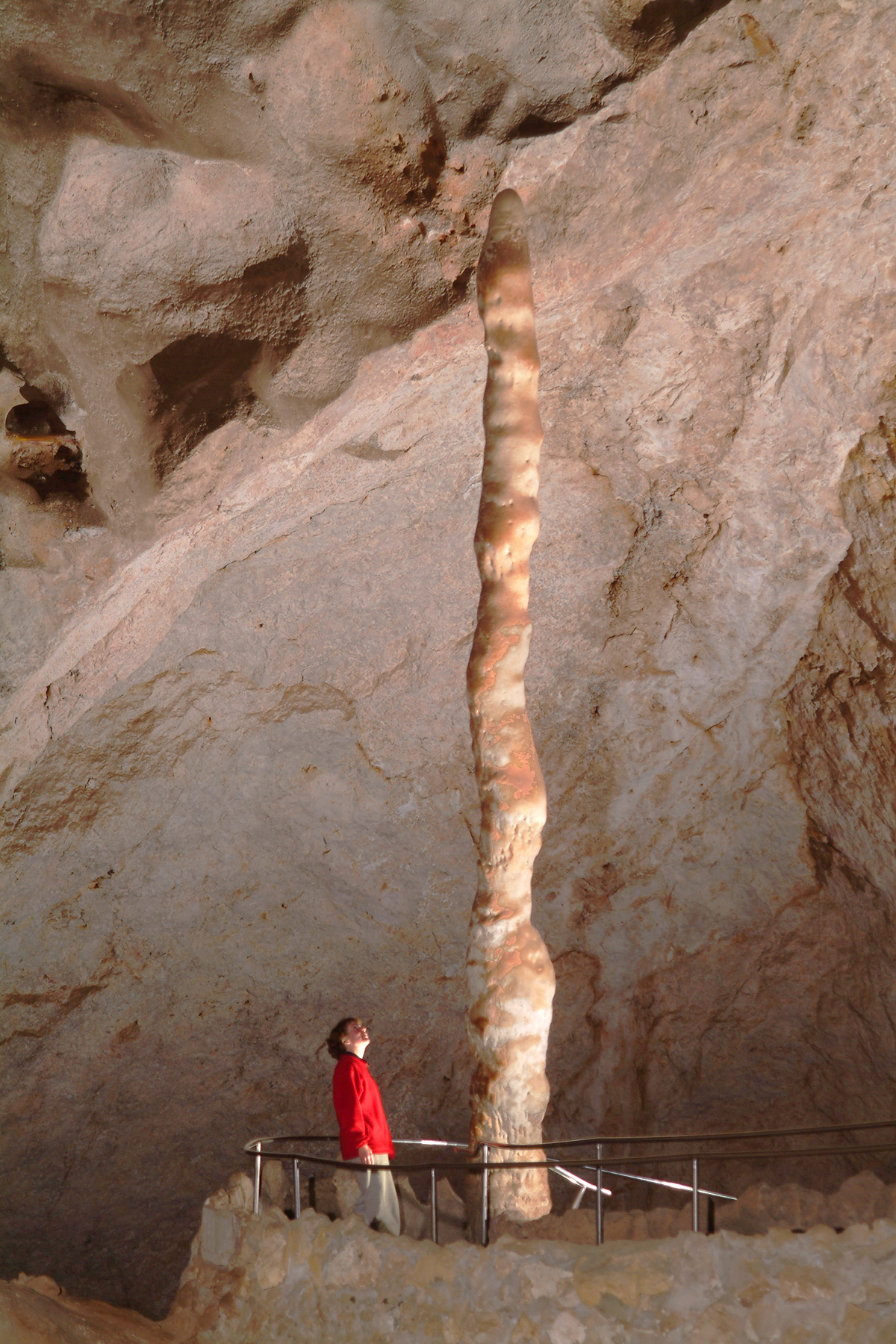
The "Witch's Finger"
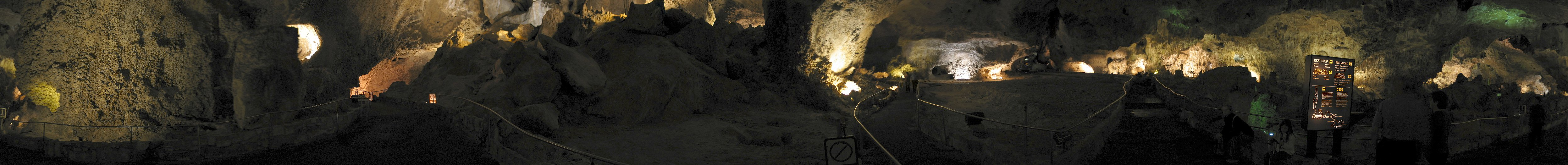
Panorama.